# Брунсмарк
Брунсмарк (нем. Brunsmark) — община в Германии, в земле Шлезвиг-Гольштейн. 
Входит в состав района Герцогство Лауэнбург. Подчиняется управлению Лауэнбургише Зеен.  Население составляет 161 человек (на 31 декабря 2010 года). Занимает площадь 4,29 км².